# Kyle XY
Kyle XY es una serie de televisión estadounidense de la cadena ABC Family, creada por Eric Bress y Mackye Gruber.
En Estados Unidos, la serie se estrenó el 26 de junio de 2006, con una audiencia de 2,64 millones de telespectadores, y finalizó el 16 de marzo de 2009. Tuvo tres temporadas: la primera con 10 episodios, la segunda con 23 episodios y la tercera con otros 10 capítulos. La serie no fue renovada.
En España, la serie se estrenó el 14 de marzo de 2007 en Sci Fi; después la cadena Cuatro compró los derechos de la serie y el 19 de septiembre del mismo año emitió el primer capítulo. El 24 de octubre, se estrenó la primera parte de la segunda temporada y, un año después, el 14 de enero de 2008, la segunda parte de la segunda temporada (etiquetada en España como tercera temporada). Los episodios de la tercera temporada (conocida en España como cuarta temporada) fueron emitidos del 1 de julio al 15 de julio de 2009.

## Argumento
Kyle (Matt Dallas) es un chico de 16 años que despierta de pronto en un bosque en las afueras de Seattle, desnudo y envuelto en una viscosa sustancia rosa.
Actúa como un recién nacido, sin poder hablar, desconoce el mundo en el que acaba de desembarcar. Sin embargo, es especial. Por alguna razón desconocida, no posee ombligo. Además, incluso antes de conocer las cosas, se da cuenta de lo que está bien y de lo que no, posee una capacidad de aprendizaje y deducción muy por encima de lo normal, así como una gran habilidad física. 
Cuando la policía lo encuentra, lo lleva a un centro de internamiento de menores. En él trabaja Nicole Trager (Marguerite MacIntyre), una psicóloga que en un afán de ayudarlo, decide llevárselo a su casa en espera de que sea reclamado pero nadie lo hace y decide, además de tratarlo, apoyarlo en todo lo posible incluso que se quede a vivir con su familia. Poco a poco se darán cuenta de que Kyle no es un ser ordinario, y que tiene capacidades sorprendentes. Ya en su nuevo hogar, Kyle deberá aprender cómo se comporta el ser humano, cómo actúa y deberá afrontar los problemas que se precipitan sobre él. A esto se suma un hombre que se mantiene en secreto, vigilándolo.

## Personajes

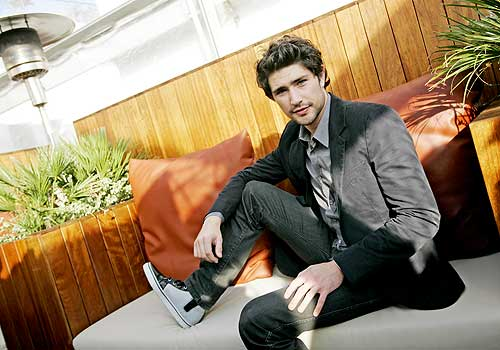
Matt Dallas es Kyle, protagonista de la serie.

### Principales
- Matt Dallas - Kyle Trager
- Marguerite MacIntyre - Nicole Trager
- Bruce Thomas - Stephen Trager
- Jean-Luc Bilodeau - Josh Trager
- April Matson - Lori Trager
- Chris Olivero - Declan McDunaugh
- Kirsten Prout - Amanda Bloom
- Jaimie Alexander - Jessi Hollander (Temporada: 2 y 3)
- Magda Apanowicz - Andromeda Summer Faith "Andy" Jensen (Temporada: 2 y 3)

### Recurrentes
- Nicholas Lea - Tom Foss
- J. Eddie Peck - Adam Baylin
- Cory Monteith - Charlie Tanner
- Chelan Simmons - Hillary
- Kurt Max Runte - Detective Jason Breen (1.ª Temporada)
- Teryl Rothery - Carol Bloom
- Sarah-Jane Redmond - Rebecca Thatcher
- Andrew Jackson - Cyrus Reynolds
- Bill Dow - Profesor William Kern
- Martin Cummins - Brian Taylor (2.ª Temporada)
- Leah Cairns - Emily Hollander (2.ª Temporada)
- Conrad Coates - Julian Ballantine (2.ª Temporada)

## Música
La Banda sonora de la primera temporada de Kyle XY salió a la venta el 22 de mayo de 2007 en Estados Unidos. La lista de canciones es la siguiente: 
1. Hide Another Mistake - The 88.
2. Nevermind the Phonecalls - Earlimart.
3. Surround - In-Flight Safety.
4. I'll Write the Song, You Sing - Irving.
5. Wonderful Day - O.A.R..
6. Bug Bear - Climber.
7. Honestly - Cary Brothers.
8. So Many Ways - Mates of State.
9. Middle Of the Night - Sherwood.
10. Alibis - Marianas Trench.
11. It's Only Life - Kate Voegele.
12. 3 A.M. - Sean Hayes.
13. Born On the Cusp - American Analog Set.
14. Will You Remember Me (Lori's Song) - April Matson.

El compositor Michael Suby es el autor de algunos de los temas que aparecen repetidamente a lo largo de toda la serie, como Welcome to the Family, aunque estos no fueron incluidos en el álbum de la banda sonora.

## Curiosidades
- La cadena ABC Family, la cual transmite la serie en Estados Unidos, decidió cancelar la serie al término de su tercera temporada (3.ª en Estados Unidos, 4.ª para España), la cual incluye 10 capítulos. Existen páginas de apoyo encargadas de recolectar peticiones para salvar la serie con la finalidad de que se realice al menos una temporada más, como www.savekylexy.com .

- El nombre de Kyle es una clara referencia a Benjaman Kyle quien es una persona que en el 2004 fue encontrada sin poder recordar nada sobre sí y que nadie ha reconocido como pariente o amigo extraviado https://en.wikipedia.org/wiki/Benjaman_Kyle.

- En España Kyle habla con la voz de Fernando Cabrera.

- Se pueden encontrar claras similitudes entre esta serie y otras obras, como por ejemplo:
  - La película D.A.R.Y.L. en la que un niño-robot, creado artificialmente como un experimento considerado fallido por parte de los científicos que lo desarrollan, es liberado por uno de ellos y es acogido por una familia en la que se siente parte de ella.
  - La de John Doe, aunque fue ideada antes de que esta última se convirtiera en una serie.
  - La novela La mente del señor Soames (1961) de Charles Eric Maine, tiene un argumento similar. En la sinopsis que hay en la contraportada de la edición española de la editorial Nebulae (1980) pone lo siguiente: Historia de la educación de un hombre de treinta años (que hasta entonces ha vivido en la cámara frigorífica de un laboratorio, y despierta con el cerebro de un recién nacido), este clásico de la ciencia ficción moderna plantea el tema de las presiones psicológicas, intelectuales y sociales en la vida de un individuo, desde una perspectiva nueva e insólita. No hay precedentes que permitan anticipar las reacciones del perplejo señor Soames y menos aún los problemas y enigmas que preocuparán y confundirán a médicos, policías y al país entero.

- Cuando Kyle llega al centro de internamiento de menores se le asigna el nombre de John Doe (Juan Pérez), pues este es el nombre que se usa en Estados Unidos para identificar a los hombres cuya auténtica identidad resulta desconocida en las fichas policíales o legales.

- Cuando Kyle habla por primera vez, Josh exclama: ¡Es cómo ese indio del Nido del Cuco!, en referencia al Jefe Bromden de la novela de 1962 One Flew Over the Cuckoo's Nest.

- Aunque la serie transcurre en Seattle, se filmó en Vancouver.

- A lo largo de casi toda la serie, se ven caramelos de Sour Patch Kids. Esta marca de golosinas es la principal patrocinadora de la serie.

- El nombre del sexto capítulo de la segunda temporada, es una clara referencia a la novela de Philip K. Dick escrita en 1968, ¿Sueñan los androides con ovejas eléctricas? (Do Androids Dream of Electric Sheep?). En esta misma novela se basa la película Blade Runner.

- El nombre del octavo episodio de la segunda temporada (What´s the frequency, Kyle?) es una referencia a la agresión sufrida por el periodista Dan Rather en 1986 y la enigmática pregunta que le hicieron mientras le agredían. Véase Kenneth, what is the frequency?. Es, de hecho, una de las varias referencias que en la cultura popular existen sobre dicha pregunta e incidente, como también lo son la canción de R.E.M. "What's the Frequency, Kenneth?", o el cómic de Daniel Clowes ""Como un guante de seda forjado en hierro".

- La melodía Canon en D mayor de Pachelbel suena en varias ocasiones en la serie para acondicionar la historia de amor entre Kyle (Matt Dallas) y Amanda (Kirsten Prout).

- La canción que suena cuando Josh y Andy salen del coche a buscar a sus amigos, al oír sus gritos en el 2x09 "The ghost inside the machine" es una de las más utilizadas en series y películas, es de Band of Horses y se titula "The Funeral"

## Canales de televisión que emiten la serie
La serie es producida y transmitida en Estados Unidos por la cadena ABC Family, los lunes a las 8 de la noche.
- Argentina - SCI-FI
- Brasil - SCI-FI
- Bolivia - SCI-FI
- Chile - SCI-FI
- Colombia - SCI-FI
- Costa Rica - Teletica
- Cuba - Tele Rebelde
- Ecuador- SCI-FI y Teleamazonas
- El Salvador- SCI-FI
- España - Cuatro, SCI-FI, MTV y Disney Channel
- Guatemala - SCI-FI
- Honduras- SCI-FI
- México - SCI-FI y Canal 32 (Televisa Saltillo)
- Nicaragua - SCI-FI
- Panamá - SCI-FI
- Paraguay- SCI-FI
- Perú - SCI-FI
- República Dominicana - SCI-FI.
- Uruguay - SCI-FI
- Venezuela - SCI-FI
- Italia - Italia 1, FOX